# Chrysosoma conjectum
Chrysosoma conjectum är en tvåvingeart som beskrevs av Octave Parent 1934. Chrysosoma conjectum ingår i släktet Chrysosoma och familjen styltflugor.
Artens utbredningsområde är Ghana. Inga underarter finns listade i Catalogue of Life.